# 日莲
日蓮（日语：／ Nichiren；1222年2月16日—1282年10月13日），乳名善日麿，日本佛教比丘，法華宗、日蓮宗、日蓮正宗皆以他為始祖。出生于1222年农历2月16日。

## 生平

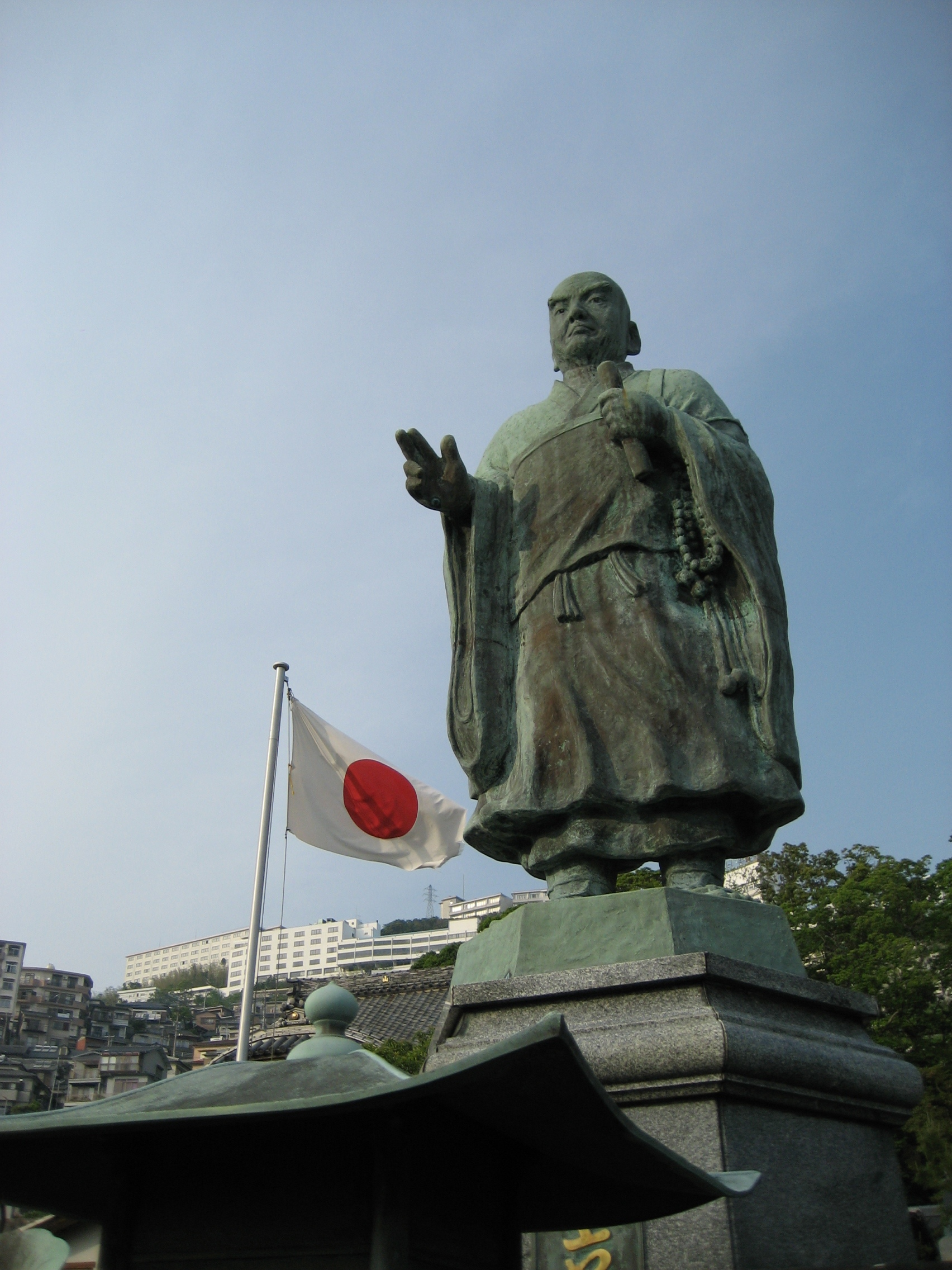
位于長崎市本蓮寺的日莲上人像

日莲于壬午年阴历二月十六日（1222年阳历3月7日）出生在一個以渔业为生的家庭。成年后，日莲访遍日本各方寺庙，详读一切佛典。经过多年的钻研，他認為《法华经》是释尊教义中最高的经典，内含释尊所悟得的生命与宇宙根源之法，是拔除众生的苦恼、促进社会繁荣的关键所在。
日莲基于《法华经》的教义，确立唱念「南无妙法莲华经」的修行。在日莲看来，《法华经》让人能够在有生之年达至与佛相等的生命境界，并建立不崩溃的幸福。他本身是于1253年4月28日首次唱念「南无妙法莲华经」。

## 迫害
当时法華宗受到許多僧侶的排斥，認為是難行道，对于这种指控，日莲斥责其他宗派為「念佛無間、禪天魔；真言亡國、律國賊」，號稱四箇格言。第一谓净土宗之念佛，說法然主張的念佛要將淨土三經外的一切經典（包含法華經）捨拋，違背了法華經，所言：「若人不信此經、毀謗此經⋯⋯其人命終，入阿鼻獄（無間地獄）」。第二，禅天魔，对禅宗之“即心即佛”说，斥为天魔。第三，真言亡国，指真言宗自稱「护国」真言宗，却行「亡国」之法。第四，律国贼，评律宗之徒自認清規為国宝，自己卻为国贼之流。敦促人们重返《法华经》的慈悲精神，通过唱诵「南无妙法莲华经」，开启生命中无限的潜能，以挑战自己的命运。 
1260年，日莲完成他著名的论著《立正安国论》，指出法然念佛的錯誤，将之呈交给当时日本最高掌权者鎌倉幕府前執權北條時賴，并要求禁止其他宗派，独尊日莲宗，但遭到拒绝。日莲激进的做法为鎌仓幕府与佛教守旧派势力不满。随后幕府将他流放到伊豆国。日莲在「开目抄」中提到：「小难不知其数，大难凡四度。」
在龙口法难中，日莲被带到鎌仓附近沿海地区的龙口去斬首，但据日莲所述，在刽子手手中之武士刀行将落下之际，天宇划过一颗亮如彗星的物体，在场目睹此景的官员感到震惊不已，最后中止了处决。日莲此后被流放到佐渡岛。
数年后日莲获得赦免。他离开佐渡返回镰仓，之后隐居身延山。在那里，日莲全心投入撰写他对《法华经》的理解与观点，写信解答弟子们的提问，并且还致力培养后继的人才。

## 著作
其著作有四百餘篇。
- 立正安国论
- 佐渡书
- 开目抄
- 观心本尊抄
- 撰时抄
- 报恩抄
- 唱法华题目抄
- 法华取要抄
- 四信五品抄
- 下山御消息
- 本尊问答抄
- 莲盛抄

## 相关项目
- 日蓮正宗
- 日蓮宗
- 创价学会
- 數珠丸